# Rhodospatha badilloi
Rhodospatha badilloi G.S.Bunting – gatunek wieloletnich, wiecznie zielonych pnączy z rodziny obrazkowatych, endemicznych dla północnej i północno-zachodniej Wenezueli, zasiedlających wilgotne lasy równikowe.